# La Charcutière
La Charcutière (auch Die Metzgerin oder Metzgerin auf dem Wochenmarkt) ist ein Gemälde des impressionistischen Malers Camille Pissarro (1830–1903). Es entstand 1883 und befindet sich in der Tate Gallery in London mit der Inventarnummer NO5576.

## Bildbeschreibung
Das Bild zeigt das dichtgedrängte Markttreiben auf einem Wochenmarkt. Die zentrale Figur ist eine Metzgerin, die auf dem Markt ihre Waren vorbereitet und präsentiert. Sie hat die Züge einer jungen Frau, ihr Haar ist zusammengebunden. Sie steht unter ihrem überdachten Marktstand, ist seitlich dargestellt und nach vorn links übergebeugt. Sie zerteilt mit einem Messer, das sie in ihrer rechten Hand hält, Fleisch auf einem Brett auf ihrem Standtisch. Auf dem Tisch befinden sich weitere Waren, die zum Verkauf angeboten werden. Unter dem Tisch stehen Kisten und Körbe, in denen sie ihre Waren zum Markt bringt. Ihre Kleidung ist in Braun- und Rottönen gehalten. Vor ihrem Körper hat sie eine große weiße Schürze gebunden und ihre Arme sind mit weißen Ärmelschonern geschützt. Die weiße Schürze bildet den ruhenden Mittelpunkt inmitten der zahlreichen Formen.
Am rechten Bildrand steht eine weitere Frau mit Kopftuch. Sie ist frontal abgebildet und schaut auf die Auslage eines Standes, der nur halb auf dem Bild zu sehen ist. Im Bildhintergrund ist das Geschehen auf dem belebten Markt durch andere Marktstände und weitere Personen dargestellt. Die Personen sind von hinten und im Profil dargestellt, sie tragen ähnliche Kleidung wie die beiden Frauen im Vordergrund. Die Figuren heben sich zart vom Hintergrund ab und sind dennoch eng mit ihrer Umgebung verbunden. Das Bild ist unten rechts mit C. Pissarro 1883 signiert.
Es trägt die Inventarnummer NO5576 der Tate Gallery. In dem von Paul Rosenberg 1939 herausgegebenen Werkverzeichnis von Camille Pissarro trägt das Gemälde die Nummer 615. In dem 2005 aufgelegten Werkverzeichnis hat es die Nummer 706.

## Entstehungsgeschichte
Pissarro war seit 1881 in Pontoise an ländlichen Marktszenen interessiert. Auch mit dem Umzug nach Osny zum Ende des Jahres 1882 blieb das Interesse bestehen und er arbeitete weiter an diesen Themen. Er schrieb seinem Sohn Lucien im Februar 1883: I'm stuck here, I'm working as hard as I can on the landscapes I've begun and on my market painting, which I've completely altered. (Ich rühre mich nicht vom Fleck und arbeite so viel ich kann an meinen begonnenen Landschaften und an meinem Bild vom Markt, das ich völlig verändert habe.) Röntgenuntersuchungen haben diese Aussage Pissarros bestätigt. Die Figur am rechten Bildrand war ursprünglich im Profil abgebildet und nach links geneigt. Die Hauptfigur hatte die Gesichtszüge einer älteren Bäuerin. Diese ersetzte Pissarro durch die seiner Nichte Eugénie Estruc (Nini, 1863–1931). Um den 30. Juli 1883 schrieb Pissarro erneut seinem Sohn: Nini is back in Osny, I'm making drawing based on her as a preparation for some market painting. Das Gemälde wurde also anders als Pissarros andere Werke nicht als Ganzes beobachtet, sondern aus Einzelteilen zusammengesetzt.

## Provenienz
Das Bild befand sich im Besitz von Pissarros Sohn Lucien. Er vererbte es 1944 der National Gallery in London. Von dort wurde es 1950 in die Tate Gallery überführt und von dieser 1997 an die National Gallery ausgeliehen.

## Ausstellungen
- 1912: Pictures by Camille Pissarro, Stafford Gallery, London
- 1913: Post-Impressionist and Futurist Exhibition, The Doré Galleries, London
- 1920: Memorial Exhibition of the Works of Camille Pissarro, The Leicester Galleries, London
- 1930: Centenaire de la naissance de Camille Pissarro, Musée de l’Orangerie, Paris
- 1931/1932: Oil Paintings by Camille Pissarro (Wanderausstellung im Vereinigten Königreich)
- 1939: Constable, Bonington, C. Pissarro, The Stafford Gallery, London
- 1980/1981: Pissarro, Hayward Gallery, London (30. Oktober 1980 bis 11. Januar 1981), Galeries nationales du Grand Palais, Pairs (30. Januar – 27. April 1981) und Museum of Fine Arts, Boston (19. Mai – 9. August 1981)
- 1990: Camille Pissarro: Impressionism, Landscape and Rural Labour, City Museum and Art Gallery, Birmingham
- 1994: Camille Pissarro: Impressionist Innovator, The Israel-Museum, Jerusalem
- 1999: Camille Pissarro, Staatsgalerie
- 2014: Pissarro – Der Vater des Impressionismus, Von der Heydt-Museum, Wuppertal